# Liste der Baudenkmäler in Üchtelhausen
Auf dieser Seite sind die Baudenkmäler in der unterfränkischen Gemeinde Üchtelhausen zusammengestellt. Diese Tabelle ist eine Teilliste der Liste der Baudenkmäler in Bayern. Grundlage ist die Bayerische Denkmalliste, die auf Basis des Bayerischen Denkmalschutzgesetzes vom 1. Oktober 1973 erstmals erstellt wurde und seither durch das Bayerische Landesamt für Denkmalpflege geführt wird. Die folgenden Angaben ersetzen nicht die rechtsverbindliche Auskunft der Denkmalschutzbehörde.
 Diese Liste gibt den Fortschreibungsstand vom 28. April 2022 wieder und enthält 48 Baudenkmäler.

## Baudenkmäler nach Gemeindeteilen

### Üchtelhausen
| Lage | Objekt                                      | Beschreibung                                                                                                | Akten-Nr.     | Bild           |
| --- | ------------------------------------------- | --- | ------------- | -------------- |
| Am Weiher; Freihof; Hausener Straße; Kirchberg; Marienplatz; Marienstraße; Schweinfurter Straße; am Löschwasserteich (Standort) | Kreuzschlepper                              | Freifigur auf Schaft mit Weinranken, bezeichnet „1763“                                                      | D-6-78-186-5  | weitere Bilder |
| Hausener Straße 8 (Standort) | Ehemaliges Rathaus, heute Wohnhaus          | Zweigeschossiger Halbwalmdachbau mit Fachwerkobergeschoss und Durchgang, 1721                               | D-6-78-186-1  | weitere Bilder |
| Kirchberg 8, in die Kirchhofmauer integriert (Standort)                                                                         | Bildstock                                   | Runder Schaft mit Wappen, Aufsatz mit Kreuzigungsszene, um 1630                                             | D-6-78-186-4  | weitere Bilder |
| Kirchberg 8 (Standort) | Katholische Kuratiekirche St. Jakobus d. Ä. | Chorturmkirche, Turm im Kern mittelalterlich, Langhaus 1687, moderne Erweiterung im Westen; mit Ausstattung | D-6-78-186-2  | weitere Bilder |
| Marienplatz 7 (Standort) | Pforte                                      | Bezeichnet „1793“                                                                                           | D-6-78-186-3  | BW             |
| Steinerner Wegschlag; am Rand des Waldstücks "Schäfer-Schlag" am Meerbachgraben südöstlich des Ortes (Standort)                 | Bildstock                                   | In Form eines Feldaltars mit Baldachin, Relief mit Dreifaltigkeit und Blitzopfer, 1789                      | D-6-78-186-40 | BW             |

### Brönnhof
| Lage | Objekt     | Beschreibung                    | Akten-Nr.     | Bild           |
| --- | ---------- | ------------------------------- | ------------- | -------------- |
| Steinerner Wegschlag, am Rand des Waldstücks "Schäfer-Schlag" am Meerbachgraben südöstlich des Ortes (Standort) | Steinkreuz | Sandstein, wohl 16. Jahrhundert | D-6-78-123-40 | weitere Bilder |

### Ebertshausen
| Lage                                                                      | Objekt                                 | Beschreibung | Akten-Nr.     | Bild           |
| ------------------------------------------------------------------------- | -------------------------------------- | --- | ------------- | -------------- |
| Brunnenstraße 6 (Standort)                                                | Wohnhaus                               | Eingeschossiges Längslaubenhaus mit Fachwerkgiebel, 17./18. Jahrhundert                                                     | D-6-78-186-8  | weitere Bilder |
| Brunnenstraße 8 (Standort)                                                | Katholische Pfarrkirche St. Margaretha | Nachgotische Chorturmkirche, 1613; mit Ausstattung                                                                          | D-6-78-186-9  | weitere Bilder |
| Brunnenstraße 8 a (Standort)                                              | Wohnhaus                               | Eingeschossiges Fachwerkhaus mit Längslaube, 1796                                                                           | D-6-78-186-6  | weitere Bilder |
| Brunnenstraße 9 (Standort)                                                | Bildstock                              | Gebauchter Sockel, runder Schaft mit Blumenranken, Aufsatz mit Marienkrönung, bezeichnet „1799“                             | D-6-78-186-42 | weitere Bilder |
| Brunnenstraße 10 (Standort)                                               | Wohnhaus                               | Zweigeschossiger giebelständiger Satteldachbau mit Zierfachwerkobergeschoss, 17./18. Jahrhundert                            | D-6-78-186-10 | weitere Bilder |
| Brunnenstraße 19 (Standort)                                               | Wohnhaus                               | Zweigeschossiger giebelständiger Satteldachbau mit Fachwerkobergeschoss, 18. Jahrhundert                                    | D-6-78-186-12 | weitere Bilder |
| Fuchsstädter Straße; nördlich der Straße zum Ellertshäuser See (Standort) | Bildstock                              | Gebauchter Sockel, runder Schaft mit Blumenranken und Kapitell, Aufsatz mit Marienkrönung und Kreuzigung, bezeichnet „1791“ | D-6-78-186-41 | Bildstock      |
| Kolpingstraße (Standort)                                                  | Bildstock                              | Aufsatz mit Relief der Heiligen Dreifaltigkeit und der Vierzehn Heiligen, 19. Jahrhundert                                   | D-6-78-186-11 | Bildstock      |
| Kreisstraße SW 6; Volkershausener Weg; nordwestlich des Ortes (Standort)  | Bildstock                              | Niedriger gebauchter Sockel mit rundem Schaft, Kapitell und Aufsatz, um 1800                                                | D-6-78-186-19 | weitere Bilder |
| Ringstraße 9 (Standort)                                                   | Wohnhaus                               | Eingeschossiger giebelständiger Satteldachbau mit Längslaube, Fachwerk, 19. Jahrhundert                                     | D-6-78-186-13 | weitere Bilder |
| Ringstraße 19 (Standort)                                                  | Prozessionsaltärchen                   | Nische mit Immaculata, Ende 19. Jahrhundert                                                                                 | D-6-78-186-14 | weitere Bilder |
| Ringstraße 21 (Standort)                                                  | Wohnhaus                               | Zweigeschossiger giebelständiger Halbwalmdachbau mit Fachwerkobergeschoss und verschieferter Giebelfassade, um 1800         | D-6-78-186-15 | weitere Bilder |
| Ringstraße 21 (Standort)                                                  | Hoftor                                 | Mit Kugelaufsätzen und Fußgängerpforte, bezeichnet „1808“                                                                   | D-6-78-186-15 | weitere Bilder |
| Ringstraße 21, in der Hofmauer (Standort)                                 | Nische mit spätbarocker Madonnenfigur  | 19. Jahrhundert | D-6-78-186-16 | weitere Bilder |
| Schlettachstraße (Standort)                                               | Altarbildstock                         | Tischsockel mit Retabelaufsatz, Relief der Heiligen Dreifaltigkeit, 18. Jahrhundert                                         | D-6-78-186-7  | Altarbildstock |
| Schlettachstraße; vor dem Löschwasserteich (Standort)                     | Bildstock                              | Aufsatz mit Heiliger Dreifaltigkeit, neugotisch, bezeichnet „1834“                                                          | D-6-78-186-39 | Bildstock      |
| Schmiedegasse 1 (Standort)                                                | Wohnhaus                               | Zweigeschossiger giebelständiger Satteldachbau mit Fachwerkobergeschoss und Zierfachwerkgiebel, 17. Jahrhundert             | D-6-78-186-17 | weitere Bilder |
| Schmiedegasse 3 (Standort)                                                | Hoftor mit Radabweisern                | Fußgängerpforte mit Pietà, 1851                                                                                             | D-6-78-186-18 | weitere Bilder |

### Hesselbach
| Lage                                                                                               | Objekt                                                | Beschreibung | Akten-Nr.     | Bild           |
| -------------------------------------------------------------------------------------------------- | ----------------------------------------------------- | --- | ------------- | -------------- |
| Dürre Wiese 12; an der Straße nach Ottenhausen (Standort)                                          | Wegkreuz                                              | 19. Jahrhundert, Corpus modern                                                                                         | D-6-78-186-25 | Wegkreuz       |
| Hoppachshöfer Straße; in der Friedhofsaußenanlage (Standort)                                       | Kreuzschlepper                                        | Freifigur auf rundem Schaft, um 1880                                                                                   | D-6-78-186-26 | Kreuzschlepper |
| Kirchplatz 2 (Standort)                                                                            | Katholische Pfarrkirche St. Philippus und St. Jakobus | Saalkirche mit eingezogenem Polygonalchor, historistisch, 1860; mit Ausstattung                                        | D-6-78-186-20 | weitere Bilder |
| Landwehr; an der Einmündung des Feldweges in die Kreisstraße SW 5 Richtung Ebertshausen (Standort) | Säulenbildstock mit neugotischem Aufsatz              | Relief der Marienkrönung, bezeichnet „1887“                                                                            | D-6-78-186-23 | weitere Bilder |
| Nähe Hoppachshöfer Straße (Standort)                                                               | Kreuzwegstationen und Grabmäler                       | Mit Reliefs, 1946–48 von Adolf Herbst (Würzburg)                                                                       | D-6-78-186-46 | weitere Bilder |
| Nähe Kreisstraße SW 5; Straße nach Thomashof (Standort)                                            | Wegkreuz                                              | Sockel bezeichnet „1887“                                                                                               | D-6-78-186-27 | Wegkreuz       |
| Ottenhäuser Straße 2 (Standort)                                                                    | Bildstock                                             | Runder Schaft mit Weinranken aus Tischsockel, Aufsatz mit Metallrelief der Kreuzigung, 1824                            | D-6-78-186-43 | Bildstock      |
| Pfadäcker; im Feld zwischen Hesselbach und Ottenhausen (Standort)                                  | Bildstock                                             | Gebauchter Sockel und runder Schaft mit Weinranken, Aufsatz mit Marienkrönung und Vierzehn Heiligen, bezeichnet „1837“ | D-6-78-186-24 | BW             |
| Schönwaldstraße (Standort)                                                                         | Bildstock                                             | Tischsockel mit leicht gebauchtem Schaft, Aufsatz mit Kreuzigung und Marienkrönung, 1824                               | D-6-78-186-21 | Bildstock      |

### Hoppachshof
| Lage                               | Objekt              | Beschreibung | Akten-Nr.     | Bild |
| ---------------------------------- | ------------------- | --- | ------------- | ---- |
| Am Spielplatz (Standort)           | Bildstock           | Mehrteiliger Sockel, Schaft und Reliefaufsatz mit Darstellung der Kreuzigung und der Himmelfahrt, Schilfsandstein, um 1740 | D-6-78-186-52 | BW   |
| Fichtenbuschstraße 1 (Standort)    | Bauernhaus          | Zweigeschossiger giebelständiger Satteldachbau mit Fachwerkobergeschoss und Eingangslaube, bezeichnet „1740“               | D-6-78-186-28 | BW   |
| Hesselbacher Straße (Standort)     | Bildstock           | Sockel mit rundem Schaft, Aufsatz mit Kreuzigung und Marienkrönung, 18. Jahrhundert                                        | D-6-78-186-30 | BW   |
| Nähe Fichtenbuschstraße (Standort) | Katholische Kapelle | Saalbau mit polygonalem Chor und Dachreiter, 1905                                                                          | D-6-78-186-29 | BW   |

### Madenhausen
| Lage | Objekt                                      | Beschreibung | Akten-Nr.     | Bild           |
| --- | ------------------------------------------- | --- | ------------- | -------------- |
| Gustav-Adolf-Straße 6 (Standort)                                                                            | Evangelisch-lutherische Kirche St. Wendelin | Saalbau, aus unverputzten Sandsteinquadern mit flachgeneigtem Satteldach und Dachreiter, neuromanisch, nach Plänen von Gottfried von Neureuther, 1851–52 | D-6-78-186-31 | weitere Bilder |
| Klingenholz, südlich des Ortes im Klingenholz, neben dem Hohlweg nördlich der Fichtenbuschstraße (Standort) | Sühnekreuz                                  | Auf halbrundem Sockel, mit Inschrift, Sandstein, Mitte 18. Jahrhundert                                                                                   | D-6-78-186-44 | BW             |
| Kreisstraße SW 7 (Standort)                                                                                 | Wegkreuz                                    | Kruzifix auf Sockel mit Inschrift, Sandstein, bez. 1890, Korpus, Betonguss, um 1960                                                                      | D-6-72-131-30 | BW             |
| Petersgasse 1 (Standort)                                                                                    | Bauernhaus                                  | Eingeschossiges Fachwerkhaus mit Längslaube, frühes 19. Jahrhundert                                                                                      | D-6-78-186-32 | weitere Bilder |

### Ottenhausen
| Lage                      | Objekt   | Beschreibung                                                            | Akten-Nr.     | Bild |
| ------------------------- | -------- | ----------------------------------------------------------------------- | ------------- | ---- |
| In Ottenhausen (Standort) | Wegkreuz | Mit Wappen den Fürstbischof Julius Echter von Mespelbrunn, wohl um 1600 | D-6-78-186-33 | BW   |

### Thomashof
| Lage                              | Objekt                               | Beschreibung                                                                 | Akten-Nr.     | Bild |
| --------------------------------- | ------------------------------------ | ---------------------------------------------------------------------------- | ------------- | ---- |
| Königshofener Straße 5 (Standort) | Ehemaliger Gutshof                   | Zweigeschossiger Mansarddachhaus mit Fachwerkobergeschoss, bezeichnet „1774“ | D-6-78-186-34 | BW   |
| Königshofener Straße 5 (Standort) | Ehemaliger Gutshof, Nebengebäude     |                                                                              | D-6-78-186-34 | BW   |
| Königshofener Straße 5 (Standort) | Ehemaliger Gutshof, Pfeilergittertor | 19. Jahrhundert                                                              | D-6-78-186-34 | BW   |

### Weipoltshausen
| Lage                             | Objekt                                               | Beschreibung | Akten-Nr.     | Bild           |
| -------------------------------- | ---------------------------------------------------- | --- | ------------- | -------------- |
| Dorfstraße 14 (Standort)         | Bauernhaus, ehemaliges Wohnstallhaus                 | Eingeschossiger giebelständiger Satteldachbau, Fachwerk, 18./19. Jahrhundert                                                                  | D-6-78-186-35 | weitere Bilder |
| Martin-Luther-Platz 7 (Standort) | Evangelisch-lutherische Pfarrkirche St. Bartholomäus | Saalbau mit seitlich angesetztem Glockenturm, im Kern erste Hälfte 16. Jahrhundert, 1696 umgebaut, Glockenturm 1927 angebaut; mit Ausstattung | D-6-78-186-36 | weitere Bilder |

### Zell
| Lage                         | Objekt                                             | Beschreibung | Akten-Nr.     | Bild           |
| ---------------------------- | -------------------------------------------------- | --- | ------------- | -------------- |
| Friedhofstraße 6 (Standort)  | Altes Pfarrhaus                                    | Zweigeschossiges Fachwerkhaus mit Satteldach, Zierfachwerk, dendrochronologisch datiert 1604; innen in den 1960er Jahren entfernt und 2013 erneuert | D-6-78-186-45 | weitere Bilder |
| Friedhofstraße 10 (Standort) | Evangelisch-lutherische Pfarrkirche Matthäuskirche | Chorturmkirche, Turm mittelalterlich, Langhaus 1717; mit Ausstattung                                                                                | D-6-78-186-37 | weitere Bilder |
| Friedhofstraße 10 (Standort) | Kirchhofmauer                                      | 18. Jahrhundert | D-6-78-186-37 | BW             |
| Talstraße 20 (Standort)      | Ehemalige Schmiede                                 | Eingeschossiger Satteldachbau aus Bruchsteinen, mit Fachwerk, kleine offene Halle, 18./19. Jahrhundert                                              | D-6-78-186-38 | weitere Bilder |